# Филатово (Гусь-Хрустальный район)
Филатово — деревня в Гусь-Хрустальном районе Владимирской области России, входит в состав Купреевского сельского поселения.

## География
Деревня расположена в 0,5 км на юг-запад от центра поселения Купреево и в 52 км на юго-восток от райцентра Гусь-Хрустального.

## История
В конце XIX — начале XX века деревня входила в состав Цикульской волости Меленковского уезда, с 1926 года — в составе Черсевской волости Гусевского уезда. В 1859 году в деревне числилось 11 дворов, в 1905 году — 37 дворов, в 1926 году — 61 двор.
С 1929 года деревня входила в состав Купреевского сельсовета Гусь-Хрустального района, с 1935 года — в составе Курловского района, с 1963 года — в составе Гусь-Хрустального района, с 2005 года — в составе Купреевского сельского поселения.  

## Население
| 1859 | 1905 | 1926 | 2002 | 2010 | 2021 |
| ---- | ---- | ---- | ---- | ---- | ---- |
| 117  | ↗243 | ↗348 | ↘230 | ↘174 | ↘166 |